# أفرو كندا
أفرو كندا (بالإنجليزية: Avro Canada)‏، هي شركة كندية لصناعة الطائرات، بدأت أعمالها في عام 1945، وأصبحت خلال ثلاثة عشر عاما كثالث أكبر شركة في كندا، وواحدة من أكبر 100 شركة في العالم. توظف بشكل مباشر أكثر من 50,000. عرفت واشتهرت من خلال طائرتها المتقدمة للغاية (حينذاك) سي إف-105 السهم. نمت الشركة واكتسبت الخبرات وأصبحت بسرعة كبيرة شركة متكاملة مع مقتنيات متنوعة. تأسست في 1945. يقع مقرها في تورونتو. هي تابعة لشركة أفرو.